# Hafvsbandet
Hafvsbandet var en gammaldansorkester med Birgit "Rock-Olga" Magnusson, Lars-Christer Magnusson, Karl-Arne Olsson, Lena Heinbäck (Då Larsson) och Bo Björn. Bandet var aktivt under 1970- och 80-talen. Bandet deltog 1985 i SM i gammeldansmusik, och slutade på en andraplats. Hafvsbandet var även husband för Nordstadssvängen under åren 1986-1996.